# Coenotephria lamata
Coenotephria lamata là một loài bướm đêm trong họ Geometridae.